# Urák István
Urák István (Köpec, 1974. november 2.) erdélyi magyar biológus, egyetemi tanár, természettudományi szakíró.

## Életútja
Középiskoláit Sepsiszentgyörgyön, a Mikes Kelemen Líceumban végezte (1993), majd a BBTE-n szerzett biológia–kémia szakos egyetemi diplomát (1998). Bio-cönológiai témájú magiszteri dolgozatát ugyanitt 1999-ben védte meg, doktori fokozatot ugyanott 2005-ben szerzett.
1993–94-ben a száldobosi Általános Iskolában volt helyettes tanár; az egyetemi diploma megszerzése után szülőfalujában tanított biológiát (1999–2005), s egy ideig igazgatója is volt az iskolának. 2005-től a Sapientia Erdélyi Magyar Tudományegyetem (EMTE) adjunktusa, 2008-tól docens és tanszékvezető a Környezettudományi Tanszéken.
Első, a Vadász Könyvklub Egyesület pályázatán díjazott írása nyomtatásban A természet és én c. kötetben jelent meg (Budapest,  1997). Szaktanulmányai az Acta (Siculia), Annals of DDI, Buletin de Informare Societatea Lepidopterologică Română, Collegium Biologicum, Entomologica Romanica, Nord-Western Journal of Zoology, Transylvanian Review of Systematical and Ecological Research „The Retezat National Park” szakfolyóiratokban, a Csíki Székely Múzeum évkönyvében (Csíkszereda, 2005), a Travaux du Museum National d’Histoire Naturelle „Grigore Antipa” (Bukarest, 2004) c. gyűjteményes kötetekben, valamint a Kárpát-medencei Környezettudományi Konferencia III. (Kolozsvár, 2007) és IV. (Debrecen, 2008) kötetében, ismeretterjesztő cikkei a szentegyházi Alfa Ifjúsági Fórum, Erdővidéki Lapok hasábjain jelentek meg. Sikeresen szerepelt több természettudományi tárgyú fotópályázaton.
Társszerkesztője volt a III. Kárpát-medencei Környezettudományi Konferencia kötetének (Kolozsvár, 2007).

## Kötetei
- Date despre arachnofauna din Bazinul Superior al Oltului (Kolozsvár, 2008);
- Állattani ismeretek (Újvárosi Lujzával, Kolozsvár, 2008).